# إليك روث
إليك روث (بالإنجليزية: Alec Roth)‏ هو ملحن بريطاني، ولد في 1 فبراير 1948.

## وصلات خارجية
- إليك روث على موقع ميوزك برينز (الإنجليزية)
- إليك روث على موقع أول ميوزيك (الإنجليزية)
- إليك روث على موقع ديسكوغز (الإنجليزية)